# Scrophularia griffithii
Scrophularia griffithii är en flenörtsväxtart. Scrophularia griffithii ingår i släktet flenörter, och familjen flenörtsväxter.

## Underarter
Arten delas in i följande underarter:
- S. g. griffithii
- S. g. latifolia